# Costaleros del Mayor Dolor
Cuadrilla de costaleros de la cofradía del Nazareno de Linares, que realiza su estación de penitencia cada Viernes Santo de la Semana Santa de Linares, portando a Nuestra Señora del Mayor Dolor (popularmente, "la Niña").

## Orígenes

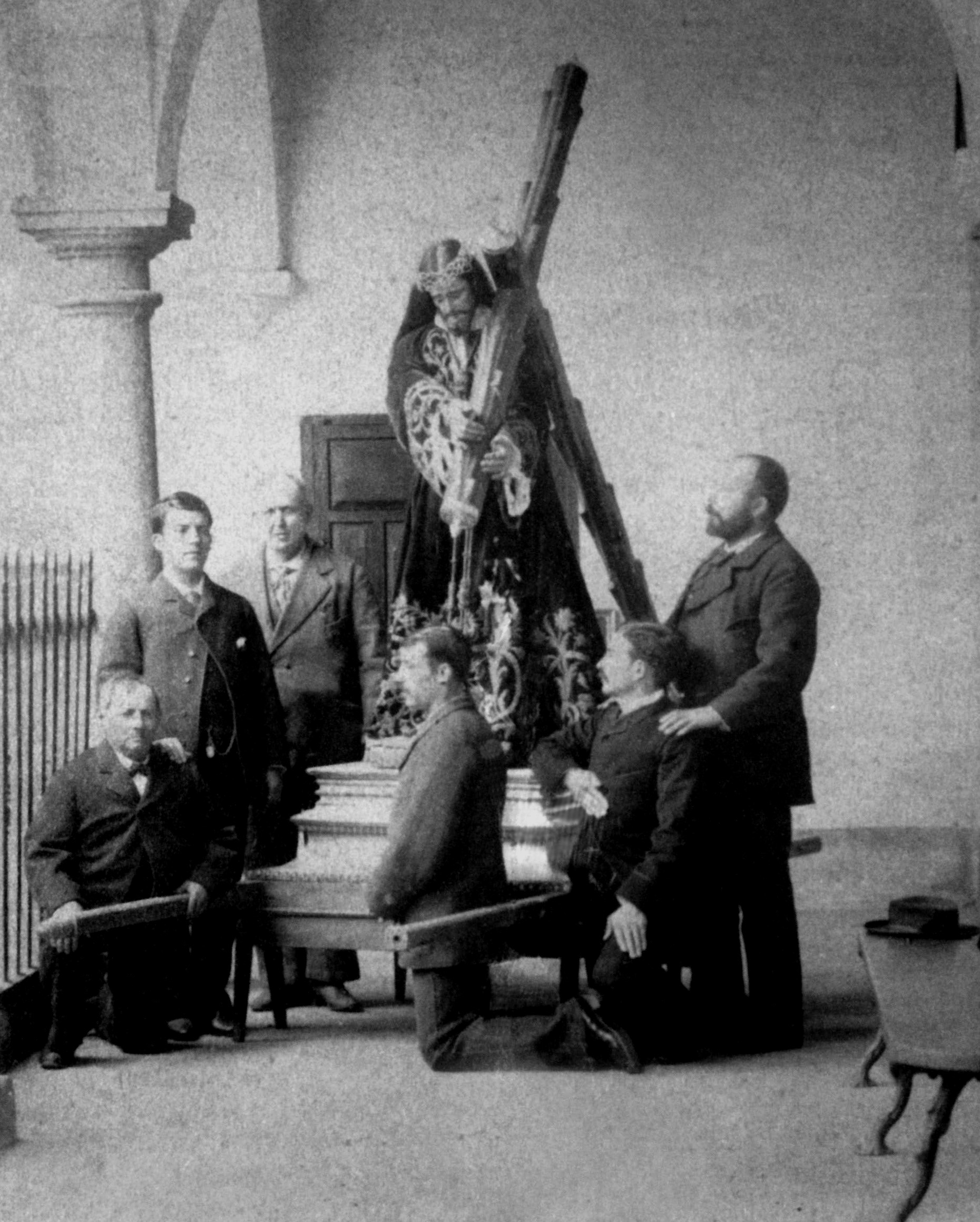
Junta de Gobierno de la Cofradía del Nazareno de Linares, en 1880

Las antiguas imágenes, normalmente de pequeño tamaño, solían disponerse en una plataforma (“andas”) que descansaba sobre una serie de varales, o grandes listones (en forma de viga) longitudinales al sentido de la marcha. Entonces, los portadores, horquilleros u hombres de trono quedan visibles, por lo que su compostura y decoro ha de ser acorde con el orden y decoro exigidos.

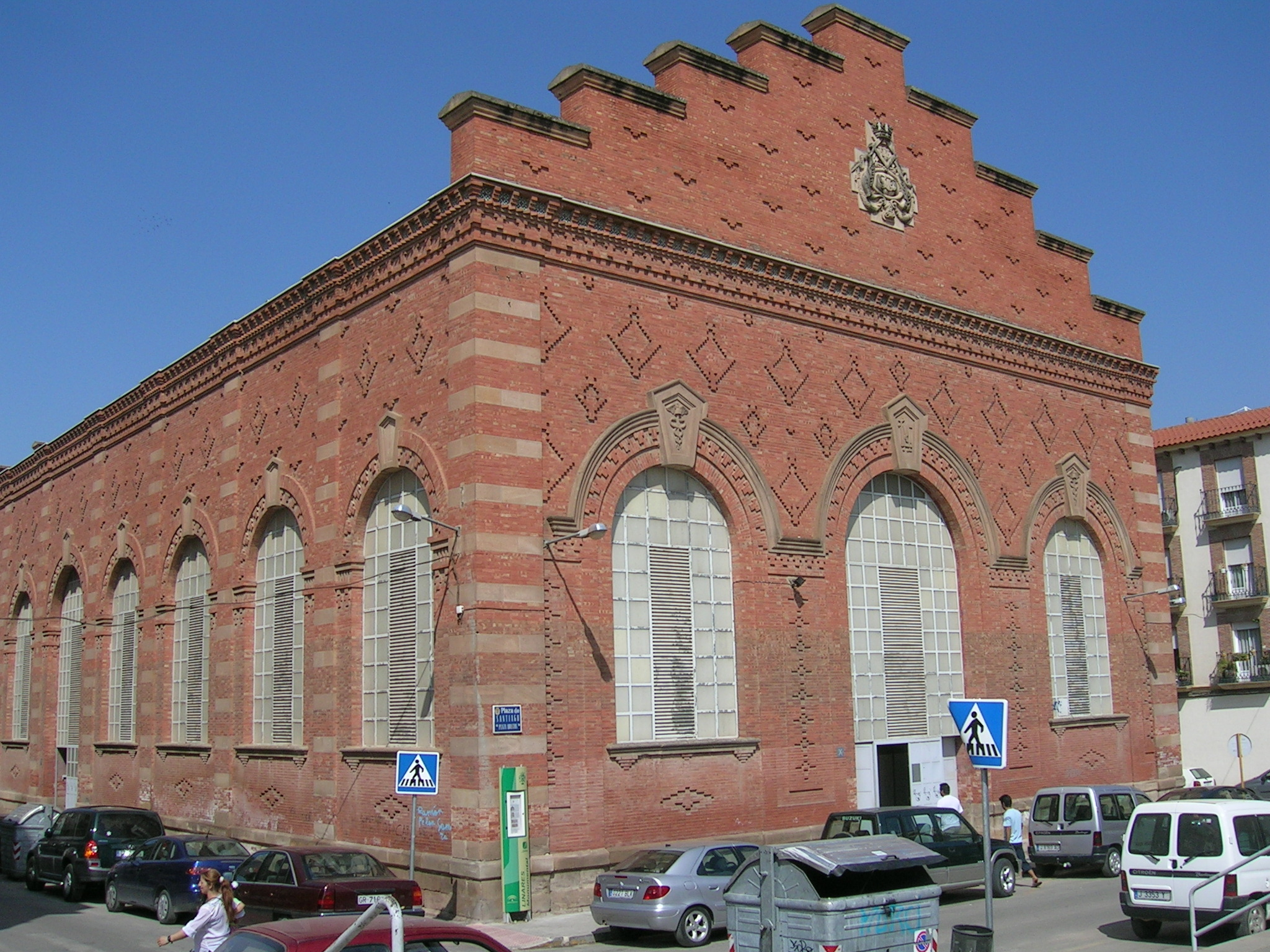
Plaza de Abastos, "del Pescao", de Linares

Coincidiendo con la renovación de las cofradías tras la guerra civil, existen grandes dificultades para completar las cuadrillas necesarias para portar los tronos. Por ello, se recurre a portadores “profesionales”, normalmente, descargadores de mercancías en los mercados de abastos quienes recibían algún tipo de compensación a cambio. En ocasiones, el comportamiento y estética de estos colectivos distaba mucho de ser la esperada.

En las anteriores circunstancias, se modifica la estructura del trono para colocar a los portadores en su interior, tras unos cortinajes, por lo que desde el exterior apenas son visibles sus pies. El peso sigue siendo soportado en los hombros, bien a través de un varal por portador, o incluso dos varales (uno por hombro).

Probablemente este tipo de portadores o descargadores profesionales introdujeron el costal por lo familiar y habitual en su trabajo; en su trabajo empleaban distintos protectores, la mayoría para la espalda, y utilizando la cabeza como sustento del mismo para evitar movimientos o posiciones incorrectas. Un costal es un saco de arpillera que no sólo servía para contener y transportar mercancía (habitualmente grano, frutas con cáscara dura o alimentos en general con gran consistencia), sino que también servía de medida para su contenido; este saco se enrolla sobre un relleno alargado y mullido ("morcillo") que será donde se apoye el peso a portar quedando a la altura de las cervicales. El costal es la herramienta de trabajo del costalero, y su preparación y elaboración constituye una auténtica muestra de su oficio.

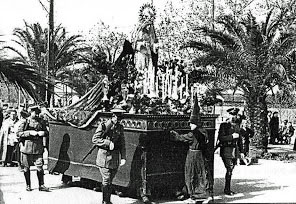
Paso de María Santísima del Mayor Dolor, portada por costaleros en 1956

También existen variaciones en la que los varales de madera son reemplazados por grandes tiras de cuero, y así saldría la Niña (como cariñosamente se le conoce a María Santísima del Mayor Dolor) desde 1943, hasta el estreno del trono que Guillermo Francoso tallase en 1965.

En esta época comienza a emplearse la denominación de “Paso” en lugar de “Trono”, dado que el movimiento de la imagen se asemeja al caminar con una oscilación lateral menos pronunciada.

## Palio del Mayor Dolor
Es en 1986 cuando se decide renovar el trono de la Niña, en forma de paso de palio, estrenándose el 28/3/1986, haciendo realidad los deseos de los nazarenos y del pueblo de Linares (durante la última parte del itinerario de 1986, las personas que empujaban el chasis fueron balanceando el trono, dando la sensación de que era portado por costaleros; el ambiente creado era la confirmación de que al año siguiente tenía que ser así).

En todo este proceso, Alfonso Reyes Estévez (hermano de las Hermandades de Nuestra Señora de la Oliva y Vera Cruz de Salteras) se constituyó en una persona fundamental; desde Salteras, todas las Semanas Santas venía a ayudar a vestir a la Niña, y aportar su buen gusto y originalidad en el montaje del paso; regalo suyo fue el relicario con la imagen de Ntra. Sra. de la Oliva que ha acompañado al paso durante tantos años.

También, de sus talleres “Vera-Cruz” salió el techo de palio, y bambalinas, que se realizaron entre los años 1986 y 1987. Las bambalinas estaban bordadas en oro y sedas de colores sobre terciopelo azul marino, en estilo neobarroco. También realizó la saya azul marino o toca que lució aquellos años, hasta 2003 en el que estrenara el bordado de Artesanías San José de Linares. Así como el manto púrpura-burdeos con el escudo de la Cofradía.

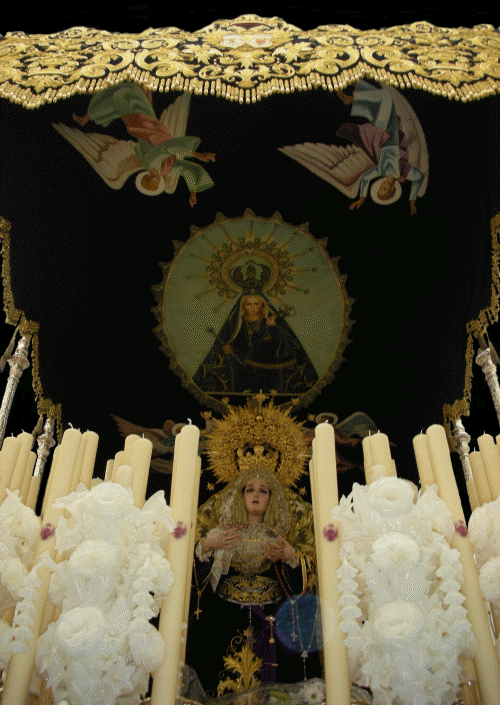
Techo palio con la imagen de la Patrona de Linares, y los ángeles del crucero de su Santuario

El palio se sustentaba sobre doce varales plateados (cada uno de ellos donado por un hermano / familia de la cofradía) obra de Manuel de los Ríos (1986), y que a su vez descansaban sobre basamentos circulares; la base de los mismos eran querubines en diferentes posiciones y portando una banda con el nombre de cada apóstol (exceptuando la posición de Judas Iscariote, que se sustituyó por la de San Pablo). Los varales dividían las bambalinas laterales en cinco paños con idénticos bordados. Las frontales se dividían en tres paños separados por unos borlones o cordones dorados; en el central estaba bordado el escudo de la cofradía, rompiendo la corona del mismo el nivel de la crestería.

El techo palio está dedicado a Nuestra Señora de Linarejos, patrona de Linares, con lienzos de José Gascón Mateos:
- La imagen de la Patrona, que se sitúa en el centro del techo, de manera que las caras de ambas imágenes permanezcan lo más próximas entre sí.
- Cuatro arcángeles réplica de los que encontramos en los frescos del crucero del Santuario de la Patrona, que rodean y encierran a la anterior pintura.

De esta manera, el Viernes Santo del 28/3/1988, tuvo lugar la primera levantá de los Costaleros del Mayor Dolor, y la de aquel paso para 35 costaleros, en siete trabajaderas.
Carlos Chamorro fue su primer capataz, con la ayuda de Luis Rayo (que luego sería capataz del paso del Nazareno y Javier Valcárcel (que al año siguiente sería el primer capataz de las Costaleras de San Juan) y Nacho Viedma como contraguías.

En 1990 se completan los espacios entre varales con unas ánforas neobarrocas obra también del orfebre Manuel de los Ríos (1990).

En 1993 se estrenó la corona en alpaca plateada, sobredorada, realizada por Orfebrería Sevillana, y que sería restaurada y enriquecida al año siguiente. Y dos años más tarde, el alfiler con el nombre de “Mayor Dolor”.

El martillo actual es obra de Ramón León (1994), en forma de volutas y hojas de acanto, destacando una pareja de querubines sobre la visagra del mismo.

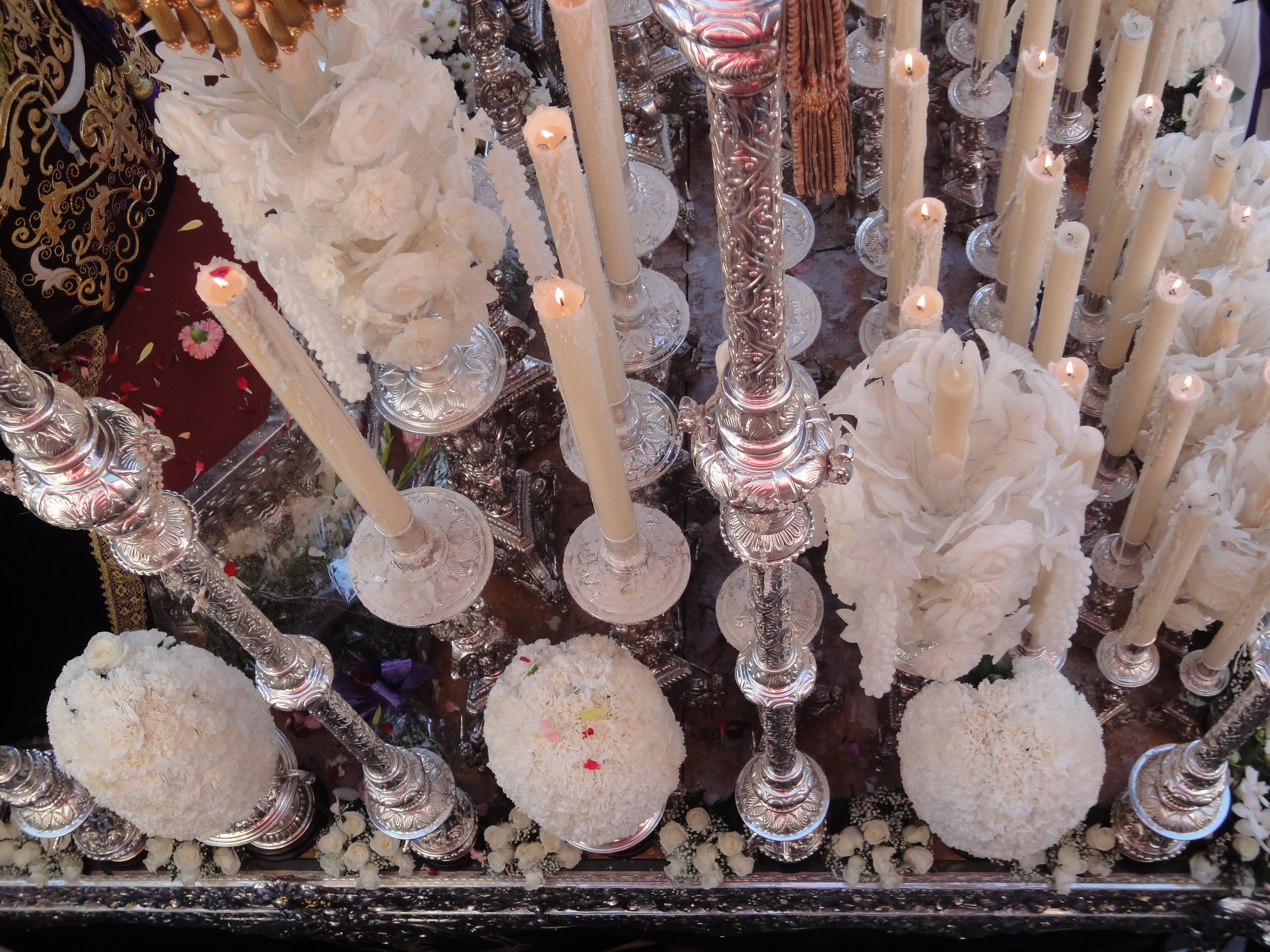
Candelería del Palio de los CMD

La primera parte de la candelería se estrena en 1995; es de alpaca plateada, obra del orfebre sevillano Ramón León Peñuelas. Está constituida por 74 candelabros, dispuestos en siete filas a distintas alturas. Los más grandes (“marías”) miden casi un metro, y los más pequeños uso 30 centímetros. En opinión de su autor, “Es de las mejoras que he realizado, dado lo rico de su diseño, como posterior desarrollo del mismo, debido a la influencia del pie sobre el fuste o caña, pues mantiene su personalidad de tres caras, rematada por la cabeza o parte alta de forma redonda, tiene además detalles que enriquecen la obra, como las cabezas de ángeles en cada ángulo del pie, dándole ese efecto que las distingue de las demás, es estilo barroco, recordando un poco a los grandes blandones de las catedrales”. El conjunto se completa con el escudo de la cofradía en su parte central.
Se completaría en el año 1997.

En 2006 se estrenó la bambalina delantera, bordada a mano con oro por Francisco Pérez (Córdoba). También los actuales varales de alpaca plateada y los dos faroles de cola, cincelados a mano en los talleres Angulo de Lucena (Córdoba).

Así como el respiradero, también en alpaca, con una clara división en dos niveles para dar la sensación de las estructuras habituales de respiradero más canasto, decorado con cartelas doradas en el frontal y laterales.

## CMD
La primera cuadrilla de los Costaleros del Mayor Dolor se crea en 1988 con 35 costaleros, sin relevos, y demostraron que era posible hacer un itinerario tan diverso y extenso (en kilómetros, pendientes, y en horas) como el que hacía la Cofradía en aquellos años (incluyendo la subida al Paseo de Linarejos).

Esta experiencia fue fundamental para reafirmar y motivar aún más si cabe, en el empeño de crear el resto de cuadrillas de la cofradía; y entre ambos hitos, la creación de la cuadrilla de costaleras de San Juan (1989).

El bagaje y experiencia de tantos años (la manera de hacerse la ropa, la técnica, el saber andar, las composiciones, … en definitiva todo lo que influye en la forma de cargar) se ha conseguido conservar, compartir y traspasar a las nuevas generaciones de costaleros, año tras año, consiguiendo crear y mantener una personalidad e identidad propia en la forma de llevar a la Nuestra Señor del Mayor Dolor, popularmente la “Niña”.

Ello sólo ha sido posible gracias a la ilusión, compromiso, compañerismo y ambiente de la cuadrilla de cada año, que es en realidad una gran familia formada tanto por los actuales como antiguos costaleros.

El oficio y saber acumulado no es suficiente para que el paso ande como merece la Niña; por eso, cada año y acabada la Navidad, se preparan los ensayos. Las noches de los fines de semana previos a la Semana Santa, y con 1.600 kilos (el Viernes Santo "el paso no pesa"), la parihuela del palio del Mayor Dolor sale a las calles de Linares y vuelven a sonar "Según San Juan", Margot,...

Durante estos años, también se ha trabajado tanto en recuperar tradiciones, como en convertir en ellas algunas costumbres: los acercamientos al paso de Jesús, las Salves, etc.